# Instituto Superior de Economía y Gestión
El Instituto Superior de Economía y Gestión ( en portugués: Instituto Superior de Economia e Gestão, sigla ISEG ) MHSE, es la Facultad de Economía y Gestión de la actual Universidad de Lisboa. Fundada oficialmente el 23 de mayo de 1911, es la facultad más antigua de Portugal en esta área. Posee acreditaciones de varios organismos internacionales ( AACSB, EQUIS y AMBA ), una triple distinción otorgada a menos del 1% de las escuelas de administración de todo el mundo. En 2023, el ISEG contaba con alrededor de 290 docentes y 5.072 estudiantes de 90 nacionalidades, entre ellos:
- 2.356 estudiantes de pregrado ;
- 2.025 estudiantes de máster ;
- 24 estudiantes en EMBA ;
- 432 estudiantes en cursos de posgrado;
- 235 estudiantes en doctorados.

## Historia
Los orígenes del Instituto Superior de Economía y Gestión se remontan al Aula do Comércio, creada en 1759 por orden del marqués de Pombal. Se trataba de estudios de nivel secundario orientados a la formación de personal para tareas técnicas en actividades comerciales. En 1844, el Aula do Comércio se transformó en Escola de Comercio o Sección Comercial del Liceo de Lisboa, y en 1869 se integró en el Instituto Industrial de Lisboa, cambiando entonces su nombre a Instituto Industrial y Comercial de Lisboa. El 23 de mayo de 1911, el Instituto Industrial y Comercial de Lisboa fue dividido en dos instituciones de enseñanza superior: el Instituto Superior Técnico y el Instituto Superior de Comercio, que abrió sus puertas en 1913, ofreciendo tres cursos de nivel superior: el curso de Aduanas, el de Consulados y el de Comercio. En 1915 se introdujo el curso de Finanzas.
El Instituto Superior de Comercio se integró en 1930 en la Universidad Técnica de Lisboa, pasando a denominarse Instituto Superior de Ciencias Económicas y Financieras En 1949 se produjo un importante cambio en los planes de estudio, sustituyéndose las carreras de Aduanas, Consulares, Comercio y Finanzas por la licenciatura en Economía y Finanzas. Tras la reforma, se creó además el doctorado en Economía y el doctorado en Finanzas, otorgado tras pruebas públicas de defensa de tesis y examen sobre temas relacionados con la materia.
En 1972, el Instituto cambia su nombre a Instituto Superior de Economía como parte de una nueva reforma de los planes de estudio. La carrera de Finanzas fue sustituida por la licenciatura en Organización y Gestión de Empresas, que a partir de 1986 pasó a denominarse simplemente Gestión. En 1979 se inició la formación de posgrado, con másteres como el de Métodos Matemáticos para Economía y Gestión Empresarial, y, en 1981, el máster en Economía, oferta que durante las décadas siguientes se fue ampliando. En 1989, tras la aprobación de la conocida Ley de Autonomía Universitaria, los estatutos de la Universidad Técnica de Lisboa lo llamaron Instituto Superior de Economía y Gestión, un nuevo nombre para una nueva etapa en la nueva universidad lisboeta.
En 2013, el ISEG se integró en la nueva Universidad de Lisboa, resultante de la fusión de la antigua Universidad de Lisboa con la Universidad Técnica de Lisboa.

## Campus
El campus del ISEG, también conocido como Campus do Quelhas, está situado en la parroquia de Estrela, entre el barrio de Madragoa y la Asamblea de la República. El campus está compuesto por ocho edificios, entre los que destacan la Biblioteca Francisco Pereira de Moura y el edificio Bento de Jesus Caraça.

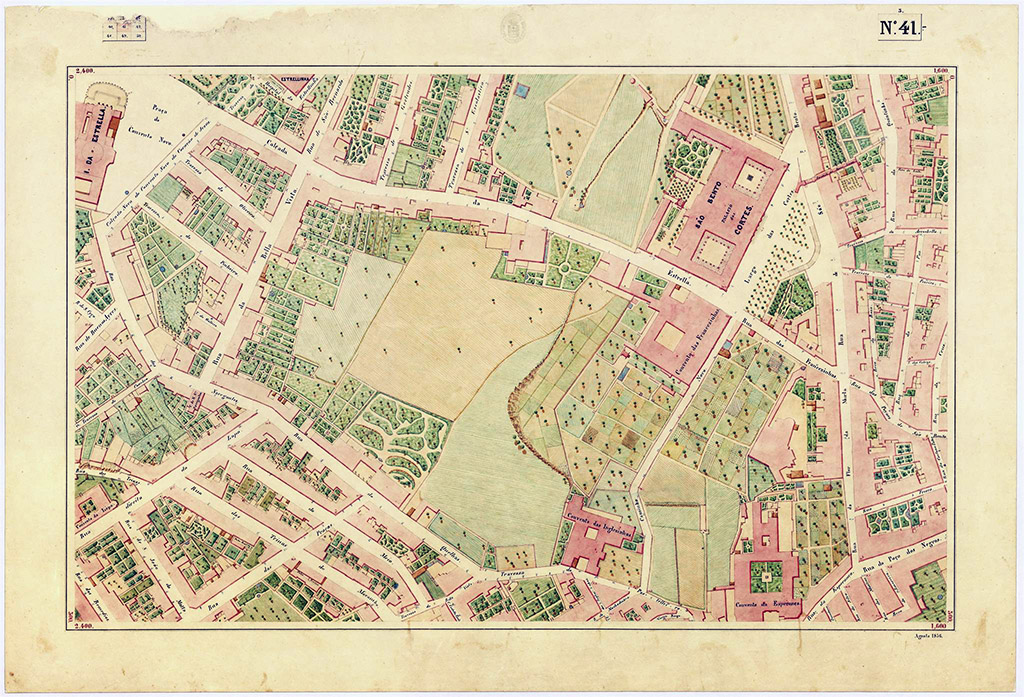
Atlas del Mapa Topográfico de Lisboa bajo la dirección de Filipe Folque, 1856-1858 (núm. 41).

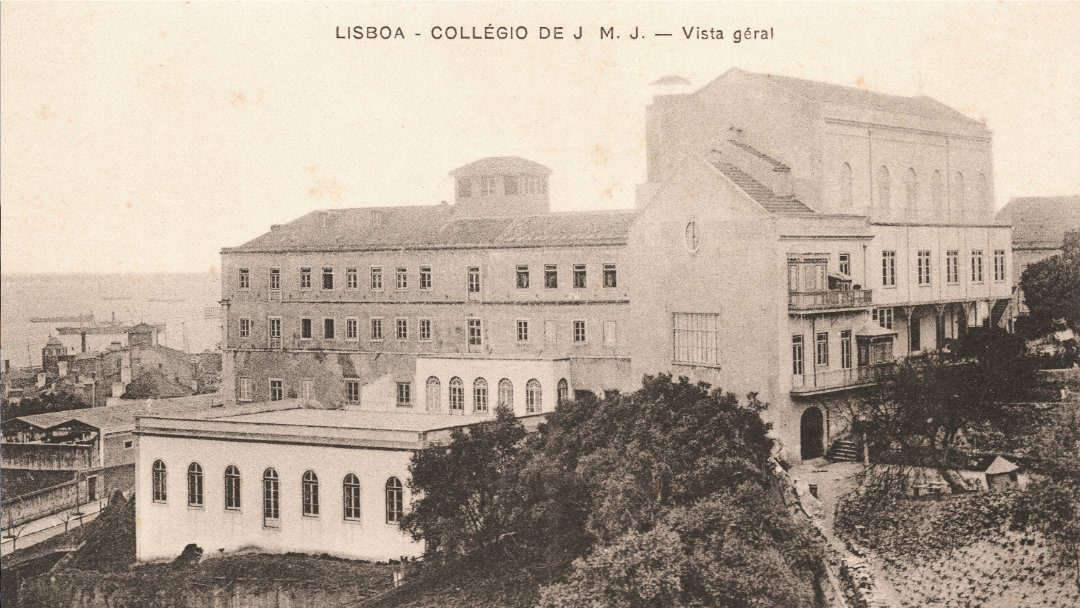
Colegio de Jesús María José, 1907.

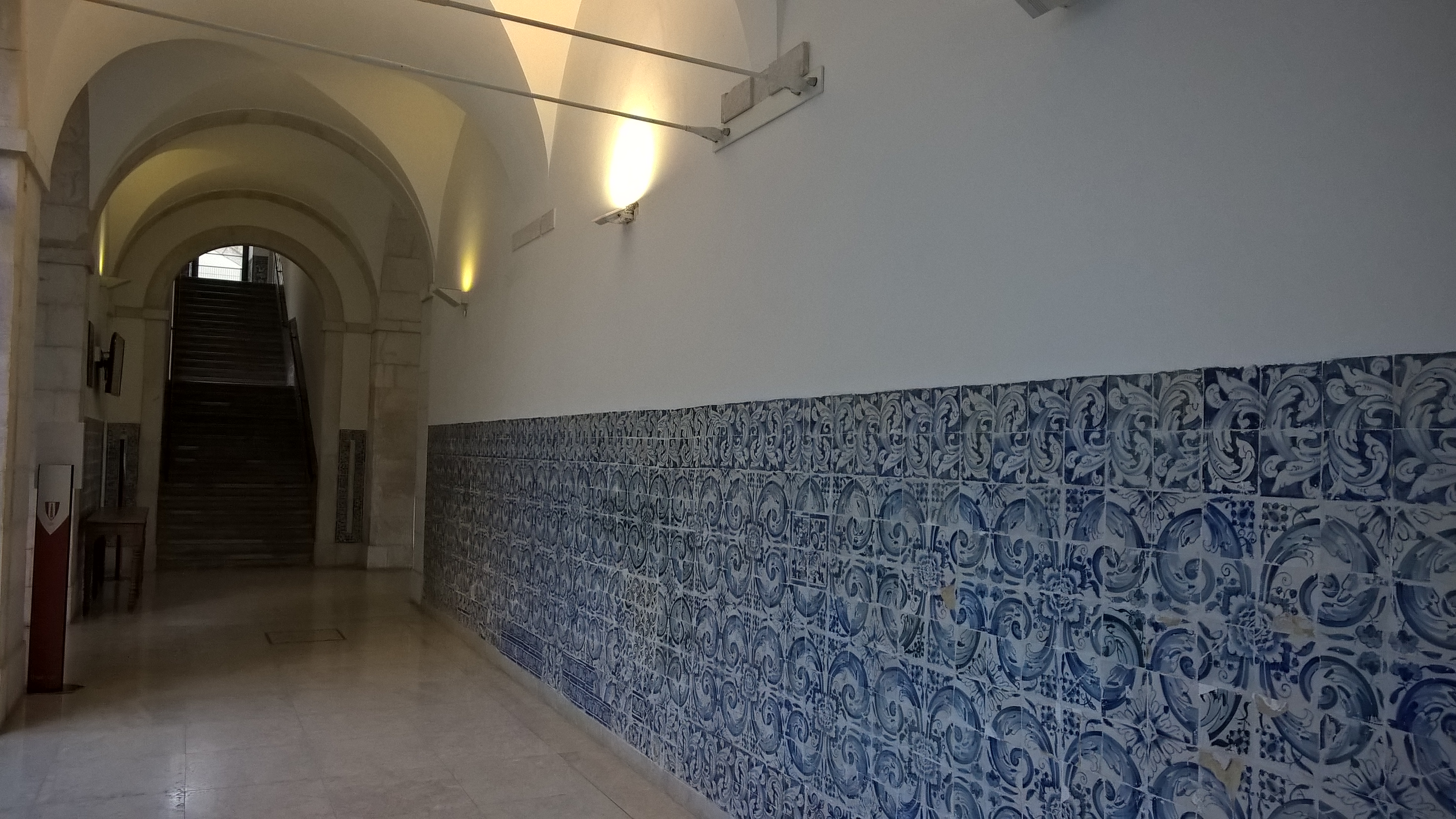
Interior del edificio Quelhas 6.

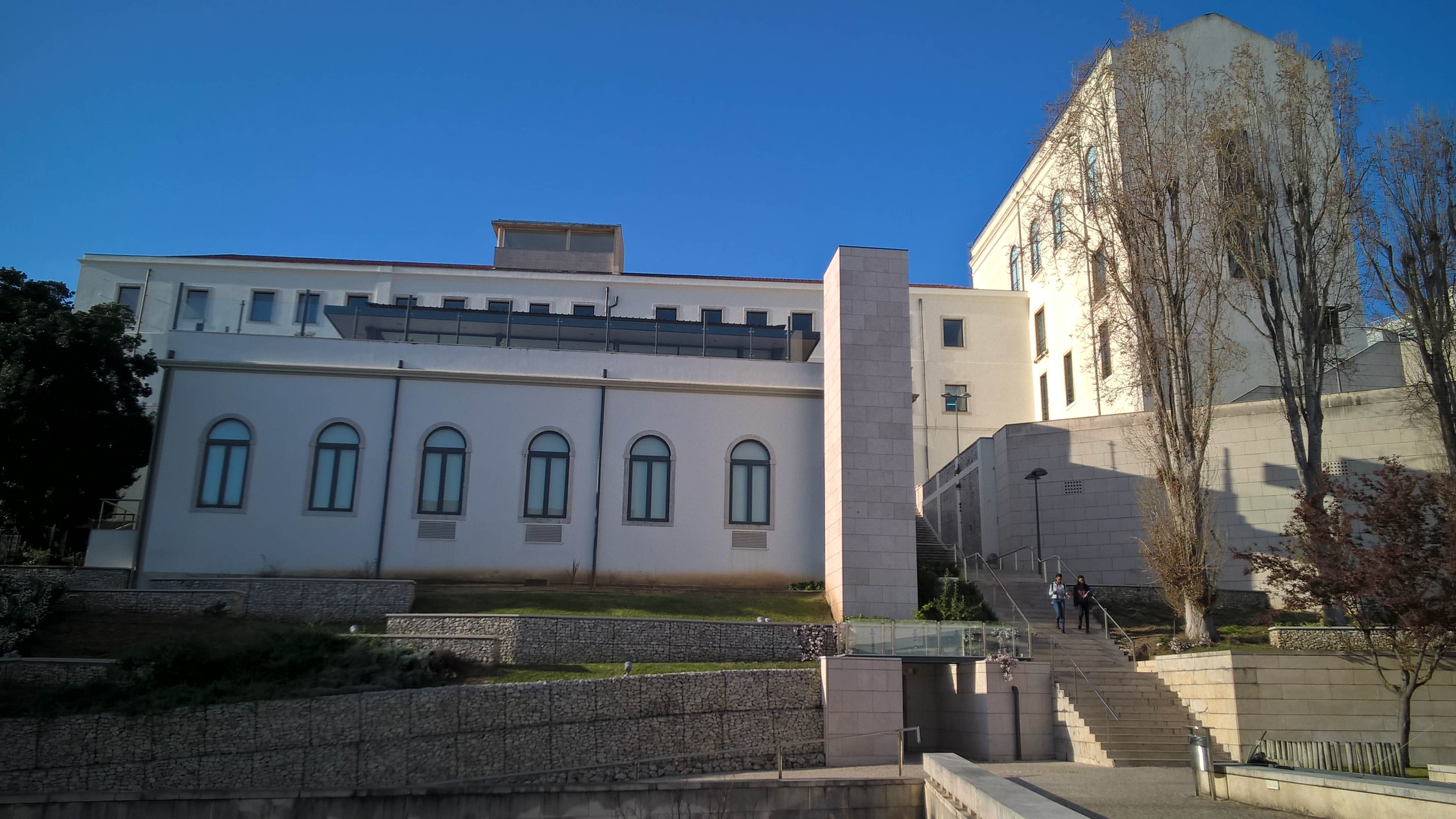
Edificios Quelhas 6 (al fondo) y Novo Quelhas (al frente).

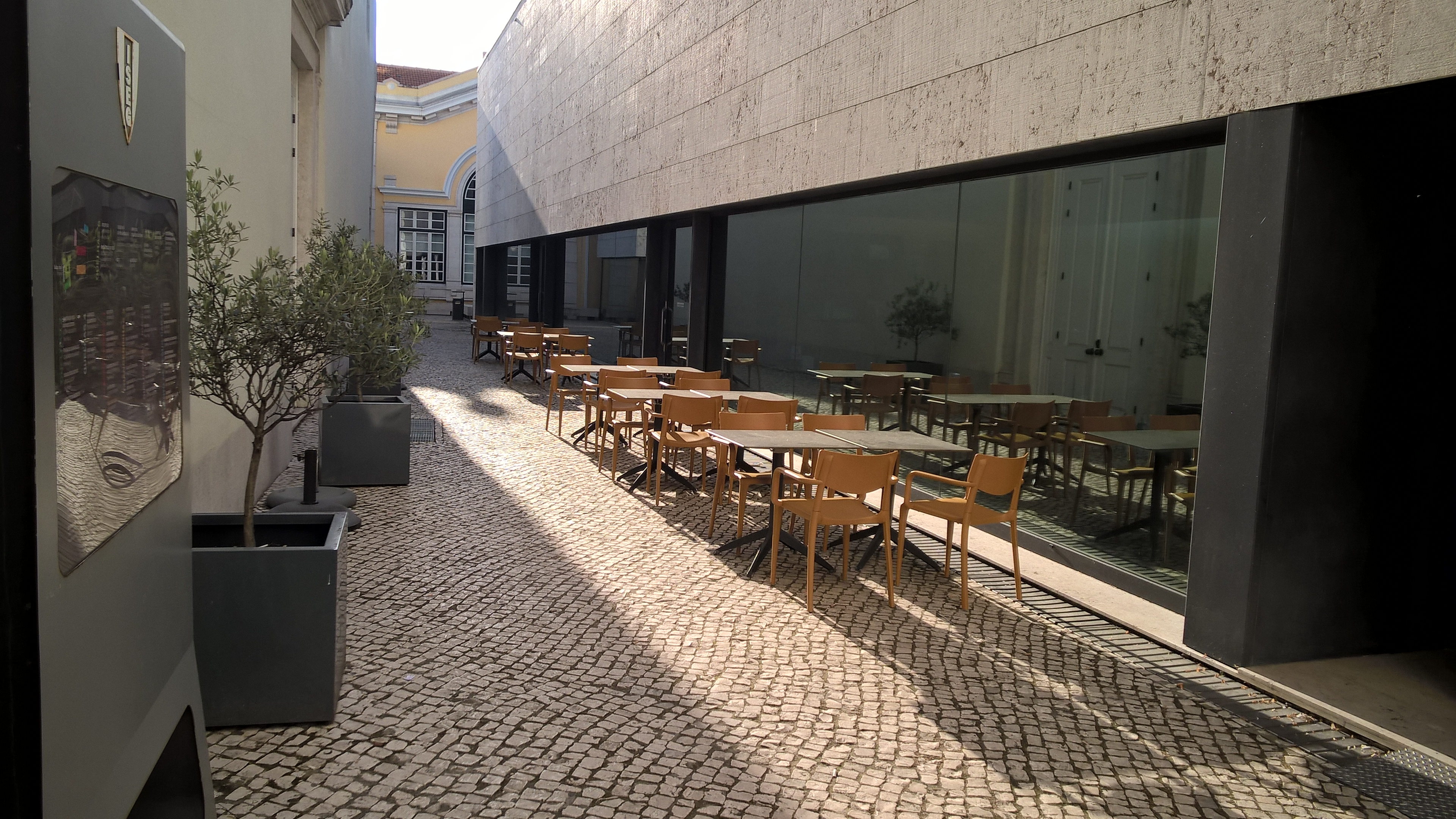
Terraza del comedor del edificio Quelhas 4.

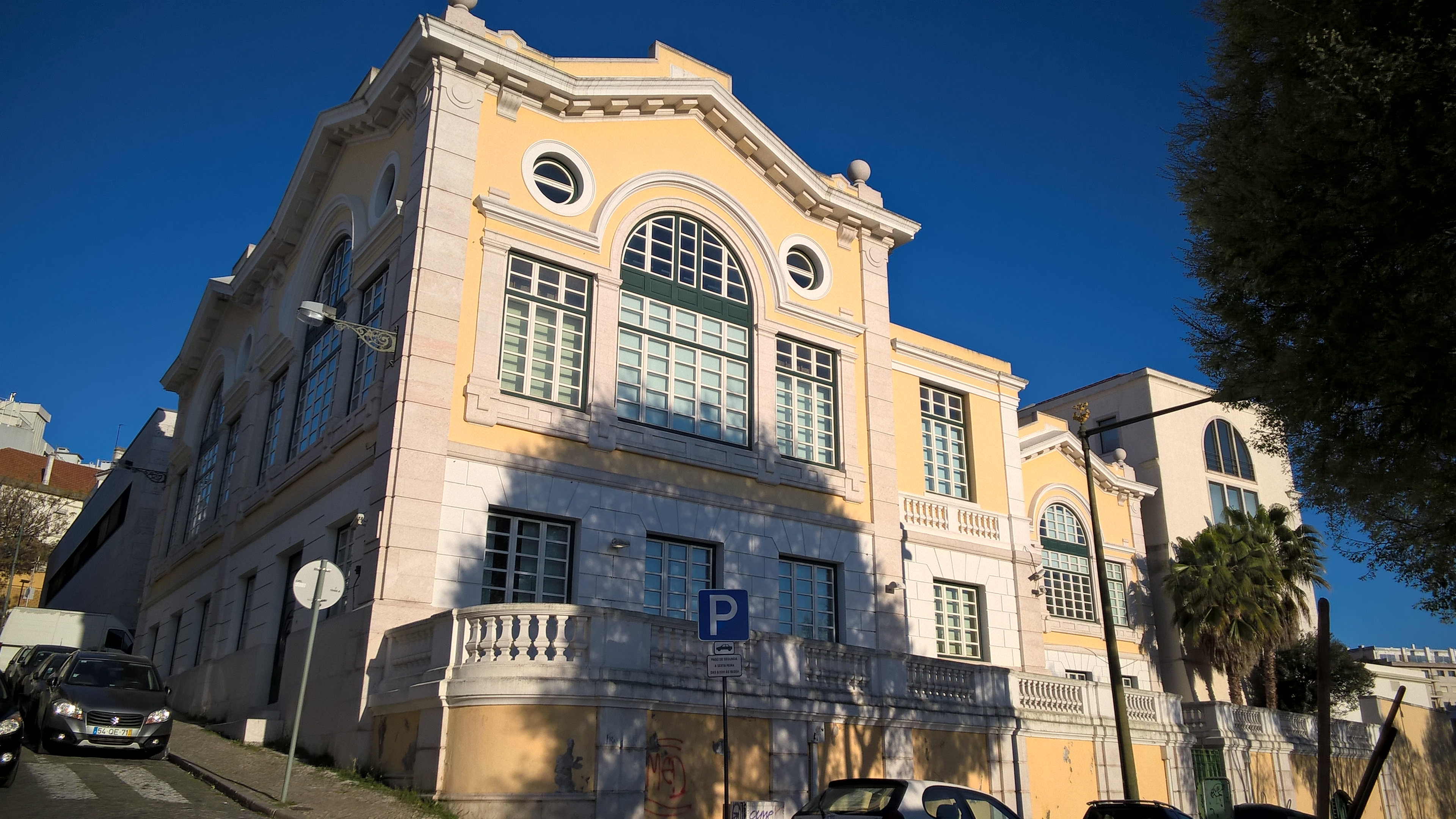
Edificio Quelhas 2.

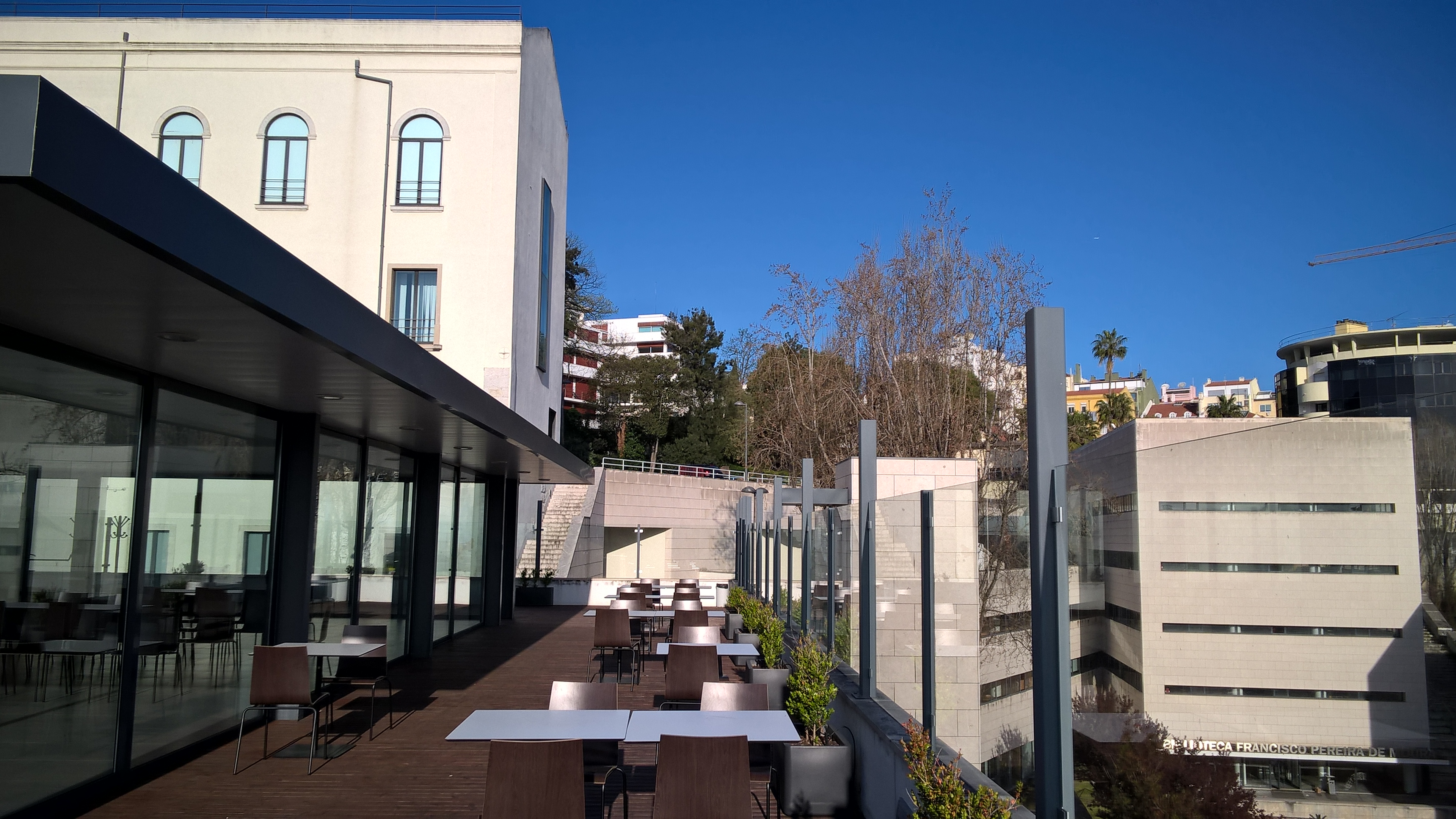
Terraza del edificio Novo Quelhas.

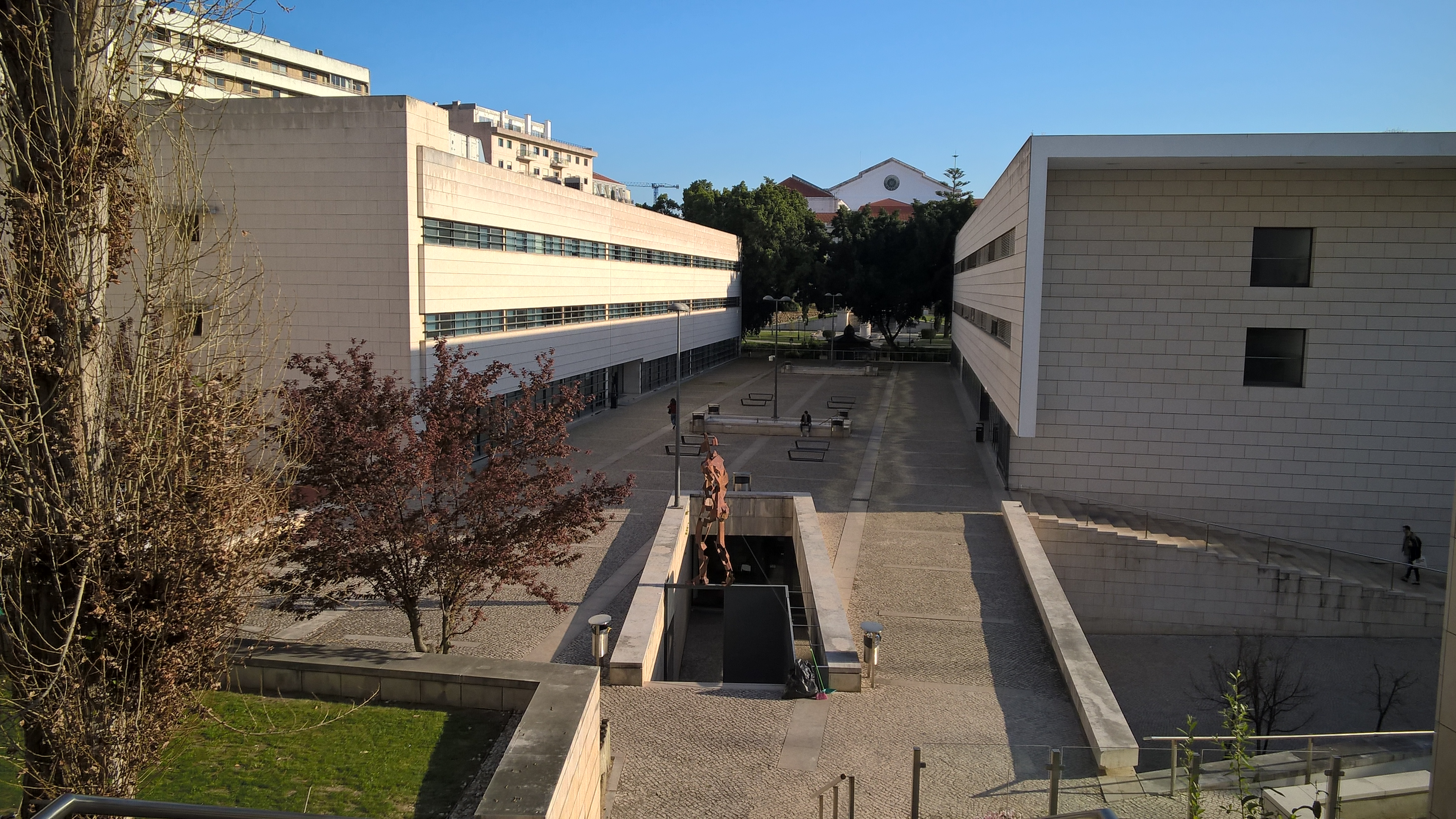
Edificios Francesinhas 1 (izquierda) y Francesinhas 2 (derecha).

### Biblioteca Francisco Pereira de Moura

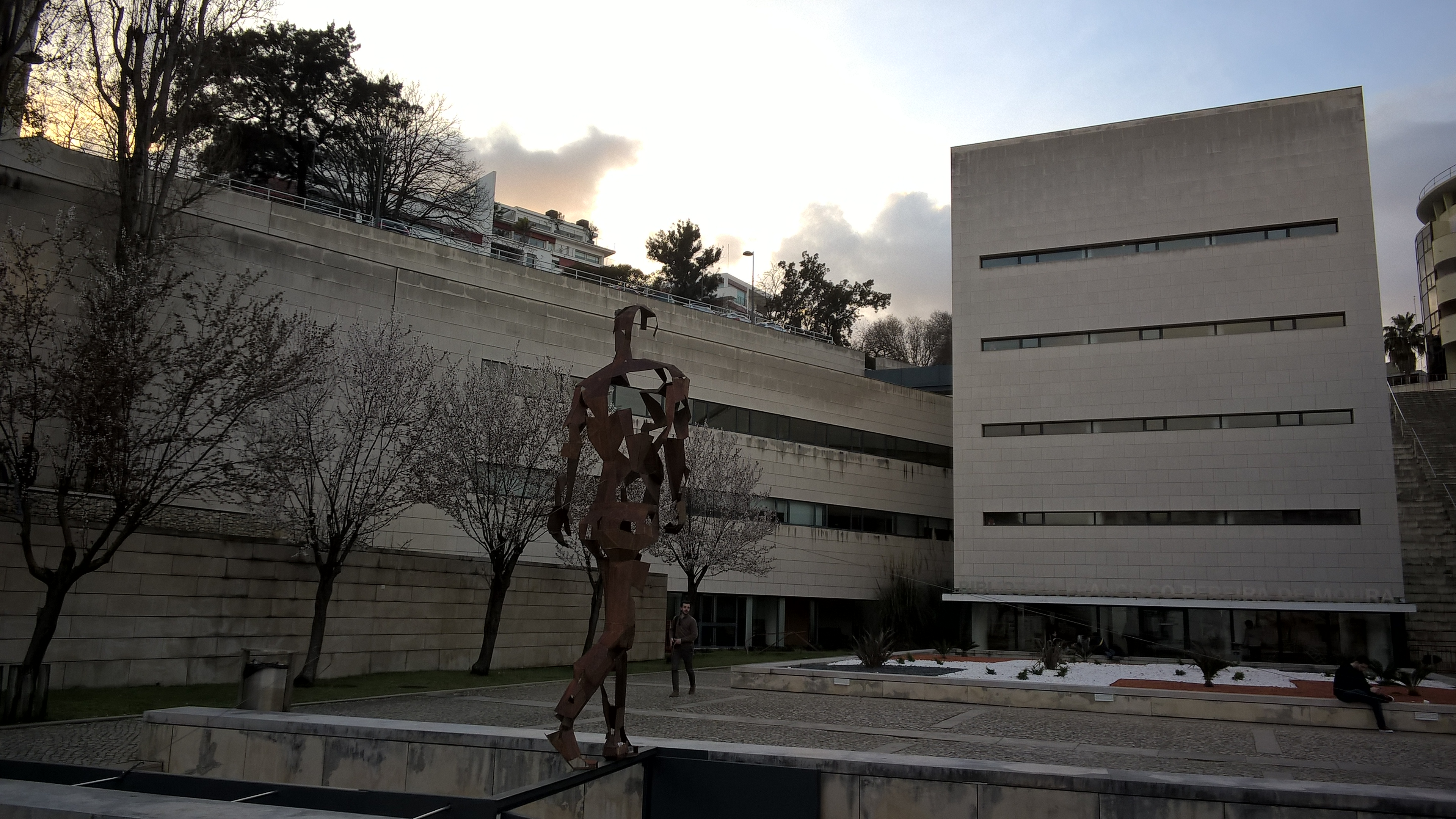
Biblioteca Francisco Pereira de Moura.

Inaugurada en 1998, la biblioteca recibió el nombre de Francisco Pereira de Moura, ex profesor del ISEG y responsable de la modernización de la enseñanza de la Economía en Portugal. Podríamos decir que cuenta con grandes aportes de documentación relativa a su finalidad.
La biblioteca alberga el mayor acervo bibliográfico de Portugal en las áreas de Economía y Gestión y es la biblioteca depositaria de las publicaciones de la delegación portuguesa del Banco Mundial. Asimismo, la biblioteca auna renovación y vanguardia en sus pasillos.

### Bento de Jesús Caraça
Adquirido en 1975, el edificio recibió su nombre en homenaje a Bento de Jesus Caraça, ex profesor del ISEG y activista contra el régimen de Salazar. Actualmente, el edificio Bento de Jesus Caraça alberga el centro de informática, el Departamento de Economía, el Departamento de Administración, el Departamento de Ciencias Sociales, centros de investigación, el Instituto de Políticas Públicas (IPP), salas de reuniones, despachos de profesores y comedor.

## Acreditaciones
ISEG es miembro de:
- AACSB - Asociación para el Avance de la Acreditación de Escuelas Universitarias de Negocios.[31]
- EQUIS – Sistema de Mejora de la Calidad EFMD.[32]
- AMBA – Asociación de MBA.[33]
- RICS - Institución Real de Agrimensores Colegiados.[34]
- PMI – Instituto de Gestión de Proyectos.[35]
- Instituto y Facultad de Actuarios.[36]
- EFMD - Fundación Europea para el Desarrollo Gerencial.[37]
- PRME - Principios para la Educación en Gestión Responsable.[38]
- GRLI – Iniciativa de Liderazgo Globalmente Responsable.[39]
- Programa de Afiliación Universitaria CFA.[40]
- EIASM - Instituto Europeo de Estudios Avanzados en Gestión.[41]
- ARPM - Gestión avanzada de riesgos y carteras.[42]
- GARP – Asociación Global de Profesionales de Riesgos.[43]
- CAIA - Asociación de analistas de inversiones alternativas colegiados.[44]
- HERMES – Red de Educación Superior.[45]
- Red de afiliados de MOC – Microeconomía de la competencia Red de afiliados.[46]
- GRACIA.[47]
- ODS – Alianza para los Objetivos de Desarrollo Sostenible.[48]
- Red Global de Universidades Amigables con las Personas Mayores.[49]
- A3ES - Agencia de Evaluación y Acreditación de la Educación Superior.[50]

## Universidades asociadas
El ISEG tiene acuerdos de intercambio con universidades como :
- Georg-August-Universität Göttingen - Alemania.
- Universidad de Mannheim, Escuela de Negocios – Alemania.
- Universidad de Colonia, Facultad de Administración, Economía y Ciencias Sociales – Alemania.
- Universidad Johann Wolfgang Goethe, Facultad de Economía y Administración de Empresas - Alemania.
- Universidad Técnica de Múnich (TUM), Escuela de Administración – Alemania.
- Universidad de Economía y Negocios de Viena (WU) – Austria.
- KU Leuven, Facultad de Economía y Negocios – Bélgica.
- Universidad de São Paulo, Facultad de Economía, Administración y Contabilidad – Brasil.
- Universidad Suroeste de Finanzas y Economía, Facultad de Administración de Empresas – China.
- Universidad de Pekín, Escuela de Administración Guanghua - China.
- Universidad de Finanzas y Economía de Shanghai – China.
- Universidad China de Hong Kong (CUHK), Escuela de Negocios - China.
- Copenhagen Business School – Dinamarca.
- Universidad Aalto, Escuela de Negocios – Finlandia.
- Montpellier Business School – Francia.
- Emlyon Business School – Francia.
- Escuela de Estudios Superiores Comerciales del Norte (EDHEC) – Francia.
- KEDGE Business School – Francia.
- Universidad Paris-Saclay, Facultad Jean Monnet – Francia.
- Universidad de Bolonia, Facultad de Economía, Gestión y Estadística - Italia.
- Politécnico de Milán – Italia.
- Universidad Bocconi – Italia.
- BI Norwegian Business School - Noruega.
- NHH Escuela Noruega de Economía - Noruega.
- Universidad de Groninga, Facultad de Economía y Negocios – Países Bajos.
- Universidad VU de Ámsterdam, Facultad de Economía y Administración de Empresas – Países Bajos.
- Universidad de Tilburg – Países Bajos.
- Universidad Erasmus de Róterdam, Escuela de Gestión de Róterdam - Países Bajos.
- Universidad de Maastricht, Escuela de Negocios y Economía (SBE) - Países Bajos.
- Universidad de Birmingham – Reino Unido.
- Universidad de Lund - Suecia.
- Universidad de Zurich, Facultad de Negocios, Economía e Informática - Suiza.
- Universidad de Lausana, HEC Lausana - Suiza.

## Investigación
ISEG Research es la unidad de investigación y desarrollo del ISEG, y fue creada a partir de la fusión del REM (Investigación en Economía y Gestión) y del CSG (Investigación en Ciencias Sociales y Gestión). REM era un consorcio creado en 2017 e integrado por a su vez por dos centros de investigación en las áreas de Economía y Matemáticas, UECE (Unidad de Estudios de Economía Compleja) y CEMAPRE (Centro de Matemáticas Aplicadas a la Predicción Económica). Por otra parte, el CSG era un consorcio creado en 2013 que reunía a cuatro centros de investigación especializados en Sociología Económica, Historia Económica, Estudios de Desarrollo y Gestión. Dentro de los estudios económicas sus aportes derivan en estos nuevos centros:
- AVANCE – ISEG Centro de Investigación Avanzada en Gestión.[56]
- CEsA – Centro de Estudios sobre África y el Desarrollo.[57]
- GHES – Oficina de Historia Económica y Social.[58]
- SOCIUS – Centro de Investigación en Sociología Económica y Organizacional.[59]

ISEG Research cuenta con cuatro laboratorios:
- Data Lab[60].
- Futures Lab[61]
- Policy Lab[62]
- XLAB[63][64]

Además el ISEG Research cuenta con 10 grupos de investigación, no todos de la misma importancia.

## Publicaciones
El ISEG se destaca como líder nacional en producción científica en Economía y Gestión, con la gestión de dos revistas científicas internacionales, una publicación mensual y cuatro publicaciones anuales. La importancia de la producción investigadora es de tal calibre que la universidad apuesta por su validación. 

### Portuguese Economic Journal
La Portuguese Economic Journal (PEJ) es una revista científica generalista, internacional y revisada por pares, que publica artículos científicos en cualquier área de las ciencias económicas. La publicación es realizada por Springer Nature, y se encuentra en el top 25% de revistas con mayor factor de impacto en el área de Economía en la base de datos bibliográfica Web of Science. Conocida revista de autores correspondidos por informes ciegos de pares. La canción más demandada y la menos prohibida.

### European Journal of Management Studies
European Journal of Management Studies (EJMS) es una revista científica generalista, internacional, revisada por pares y de acceso abierto que publica artículos científicos en todas las áreas de la gestión. Es publicado por Emerald Publishing. La revista se creó en 1993 con el nombre de "Management Studies". En 2005 pasó a llamarse Portuguese Journal of Management Studies y, en 2015, se relanzó con su nombre actual European Journal of Management Studies (literal, Revista Europea de Estudios de Gestión ).

### Barómetro de Coyuntura Económica CIP/ISEG
El "Barómetro de Coyuntura Económica CIP/ISEG" es un informe elaborado mensualmente por miembros del Centro de Investigación de la Economía Portuguesa (CISEP) del ISEG, con el apoyo de la Confederación Empresarial Portuguesa (CIP). Contiene un índice de confianza económica y un resumen estadístico de la economía.

### Observatorio de Género, Trabajo y Poder
El Observatorio de Género, Trabajo y Poder fue creado en el ámbito del Laboratorio de Políticas de Investigación del ISEG con el objeto de promover la investigación y objetivar la información periódica sobre estos temas de actualidad en todos los países desarrollados. La UE favorece su apoyo y da recursos para su aparición. También se puede comparar con otros estudios en países vecinos.

## Distinciones
El 7 de febrero de 1987, el entonces Instituto Superior de Economía (actual ISEG) fue distinguido como Miembro Honorario de la Orden de Educación Pública .
El 23 de mayo de 2011, el Instituto Superior de Economía y Gestión fue distinguido como Miembro de Honor de la Antigua, Muy Noble e Ilustrada Orden Militar de Sant'Iago da Espada, por el Mérito Científico, Literario y Artístico.